# She Inspired Me
She Inspired Me (englisch für „Sie inspirierte mich“) ist die vierte Extended Play (EP) der deutschen Singer-Songwriterin Madeline Juno.

## Entstehung und Artwork
Alle drei Titel des Albums wurden von wechselnden Autoren geschrieben, darunter Madeline Juno selbst, die mit Tu was du willst einen Titel schrieb. Diesen schrieb sie zusammen mit Joschka Bender und Wieland Stahnecker, zwei Autoren, mit den Juno bereits in der Vergangenheit zusammen gearbeitet hat. Mit Stahnecker arbeitete Juno erstmals für die vorangegangene EP Bevor ich dich vergesse zusammen. Hierbei schreiben die beiden zusammen die Titel Du fändest es schön und Lass mich los. Bender arbeitet bereits seit The Unknown, dem Debütalbum aus dem Jahr 2014, mit Juno zusammen und war seitdem in diversen Tätigkeiten an verschiedenen Alben beteiligt. Für The Unknown wurde er als Gitarrist und Tonmeister engagiert. An DNA wirkte er als Komponist und Liedtexter mit und an Was bleibt erneut als Gitarrist. Zusammen mit Juno und Stahnecker war er ebenfalls Koautor von Du fändest es schön und Lass mich los. Darüber hinaus ist Bender seit Junos Karrierebeginn festes Mitglied ihrer Liveband. Zudem war er für weitere Studio- und Produktionstätigkeiten von Tu was du willst zuständig. Die anderen zwei Produktionen tätigte der Berliner Bassist Marco Lesche, der auch für die vorangegangene EP das Lied Neukölln produzierte. Weitere Produktionstätigkeiten tätigten unter anderem Horst Koerner, Ludwig Maier von GKG Mastering sowie Ralf Christian Mayer.
Auf dem Frontcover der EP ist nur Juno zu sehen. Man sieht ihren Oberkörper, während sie in Richtung des Betrachters schaut. Sie trägt ein weißes Kleid und befindet sich vor einem rötlichen Hintergrund. Das Fotoshooting hierzu erfolgte am 31. Mai 2021. Die Fotografie stammte, wie unter anderem schon bei Was bleibt, erneut von Danny Jungslund.

## Veröffentlichung und Promotion
Die Erstveröffentlichung von She Inspired Me erfolgte am 16. Juni 2021 als Download und Streaming durch Embassy of Music. Der Vertrieb erfolgte durch Tonpool. Alle Lieder der EP wurden durch verschiedene Musikverlage verlegt, darunter namhafte Institutionen wie BMG Rights Management und Universal Music Publishing. Die EP setzt sich aus zwei Coverversionen und einer Neukomposition zusammen. She Inspired Me kommt somit auf eine Titelliste von drei Liedern.
Um die EP zu bewerben, veröffentlichte Juno mit Tu was du willst eine Singleauskopplung vorab am 2. Juni 2021. Kurz nach der Singleveröffentlichung wurde Juno zum Gesicht der „Spotify Deutschpop Playlist“.

## Hintergrund
Veröffentlichungform
In einer Sprachnachricht, die Juno über ihren Instagram-Kanal publizierte, verkündete sie, dass sie beschlossen habe, das kommende Album in anderer Form zu veröffentlichen, als es bei den Vorherigen der Fall gewesen sei. Sie wolle das Album in EPs aufteilen und später erst in einer „großen Platte“ zusammenfassen. Nachdem Juno mit Bevor ich dich vergesse den ersten Teil, die sogenannte „Heartbreak Seite“ (englisch für „Herzschmerz Seite“), am 9. April 2021 präsentierte, bildet She Inspired Me den nächsten Teil. Das Album Besser kann ich es nicht erklären erschien schließlich am 14. Januar 2022. Mit Tu was du willst ist jedoch nur ein Titel der EP darauf enthalten.
Spotify Equal
Am 2. Juni 2021 wurde bekannt, dass Juno Teil der Kampagne Spotify Equal sein wird, einem internationalen Musikprogramm, mit dem Spotify die Gleichberechtigung von Künstlerinnen in der Musikbranche unterstützt. In diesem Rahmen setzte Spotify gemeinsam mit Juno und ihrem Label Embassy of Music eine vierwöchige Kampagne unter dem Motto „#SheInspiredMe“ um. Damit sollte auf die „wichtige Rolle“ weiblicher Vorbilder in der Musikbranche aufmerksam gemacht werden. Die Kampagne fand sowohl auf Spotify als auch auf den offiziellen Social-Media-Kanälen von Spotify D-A-CH und Juno statt, besonderer Fokus lag dabei auf dem deutschsprachigen TikTok-Kanal von Spotify. Um ihre musikalischen Vorbilder zu ehren, veröffentlichte Juno auf diese EP – im Rahmen von Spotify Equal – mit Drive Darling (BOY) und Last Hope (Paramore) zwei Coverversionen von Künstlerinnen, die ihren Werdegang, das Texten und „Künstlerin-Sein“ stark geprägt haben. Am 16. Juni 2021 zierte Juno, im Rahmen von Spotify Equal, eine LED-Werbefläche am Times Square in New York City. Ab dem 18. Juni 2021 rief Spotify gemeinsam mit Juno zur „TikTok-Challenge“ rund um das Thema „weibliche Vorbilder“ auf. Damit fand die erste „große Kampagne“ auf dem neuen deutschsprachigen TikTok-Kanal von Spotify D-A-CH statt. In kurzen Sequenzen nannte Juno ihre verschiedenen weiblichen Vorbilder und dankte ihnen für deren Inspiration und Einfluss. Juno und Spotify riefen die Follower dazu auf, Lieder ihrer persönlichen Vorbilder unter dem Hashtag „#SheInspiredMe“ zu teilen. Das Finale bildete eine Liveübertragung auf dem TikTok-Channel am 28. Juni 2021, bei dem Juno gemeinsam mit Miriam Davoudvandi als Moderatorin sowie der Sängerin Luna über ihre Musik und inspirierenden weiblichen Vorbilder sprachen.

## Inhalt
Die Liedtexte des Albums sind in deutscher- und englischer Sprache verfasst und stammen von wechselnden Autoren. Bei dem deutschsprachigen Lied Tu was du willst handelt es sich um eine Neukomposition, während die anderen beiden Lieder Drive Darling und Last Hope Coverversionen sind. Musikalisch bewegen sich die Lieder im Bereich der Popmusik. Nachdem Juno ihre Karriere mit englischsprachiger Musik begann und mit The Unknown (7. März 2014) und Salvation (26. Februar 2016) zwei Studioalben veröffentlichte, wechselte sie im Jahr 2016 mit der Waldbrand EP (30. September 2016) zur deutschsprachigen Musik. Mit Ausnahme des Gastbeitrages The Water (11. November 2016), bei dem Juno sich als Gastsängerin bei I Heart Sharks engagierte, ist She Inspired Me die erste Veröffentlichung, die wieder englische Titel von Juno beinhaltet. Darüber hinaus erschienen auch erstmals Coverversionen auf einem Album von Juno. In der Vergangenheit nahm sie bereits ein Cover zu  Last Christmas von Wham! für den Sampler So klingelt Weihnachten auf sowie eine Neuauflage zu Wie geht’s dir eigentlich, das im Original von Florian Künstler stammt, der das Lied nochmals im Duett mit Juno für seine EP Songpoeten Session aufnahm.

### Titelliste
| # | Titel            | Autor(en)                                          | Produzent(en)  | Länge |
| - | ---------------- | -------------------------------------------------- | -------------- | ----- |
| 1 | Last Hope        | Hayley Nichole Williams, Taylor Benjamin York      | Marco Lesche   | 3:53  |
| 2 | Drive Darling    | Sonja Glass, Valeska Anna Steiner, Philipp Steinke | Marco Lesche   | 3:25  |
| 3 | Tu was du willst | Joschka Bender, Madeline Juno, Wieland Stahnecker  | Joschka Bender | 3:11  |

### Last Hope
Bei Last Hope handelt es sich um eine Coverversion des Originals der US-amerikanischen Alternative-Rock-Band Paramore. Das Stück erschien ursprünglich auf deren vierten selbstbetitelten Studioalbum im Jahr 2013. Die Version von Juno blieb textlich unverändert, womit die beiden damaligen Paramore-Mitglieder Hayley Williams und Taylor York die alleinigen Urheber des Stücks sind. Produziert wurde das Lied von Marco Lesche, verlegt wurde es durch But Father I Just Want to Sing Music, Hunterboro Music, den Neue Welt Musikverlag und WC Music. Das Aufnahme entstand als Hommage an eines von Junos weiblichen Vorbildern im Zuge von Spotify Equal.

### Drive Darling
Drive Darling ist eine Coverversion des Originals des deutsch-schweizer Musikduos BOY. Das Stück erschien ursprünglich auf deren Debütalbum Mutual Friends im Jahr 2011. Wie Last Hope blieb auch das Stück unverändert, womit die ursprünglichen Autoren Sonja Glass, Valeska Anna Steiner und Philipp Steinke die alleinigen Urheber des Stücks sind. Produziert wurde der Titel ebenfalls von Marco Lesche, verlegt wurde er durch den Berliner Wintrup Musikverlag. Das Aufnahme entstand wie Last Hope auch als Hommage an eines von Junos weiblichen Vorbildern im Zuge von Spotify Equal.

### Tu was du willst

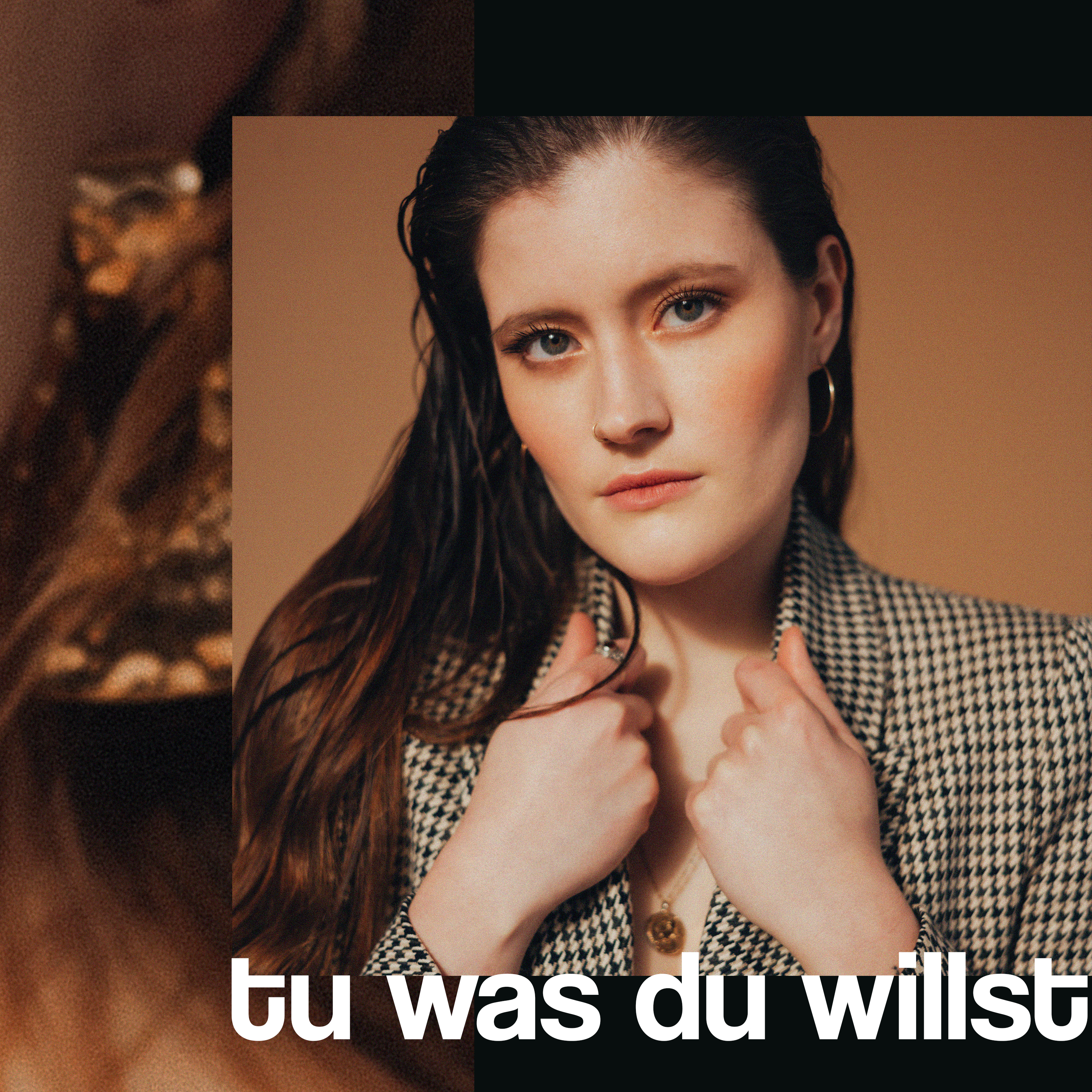
Frontcover der Single Tu was du willst.

Bei Tu was du willst handelt es sich um die einzige Neukomposition der EP. Geschrieben und komponiert wurde das Stück durch die Zusammenarbeit von Bender, Juno und Stahnecker. Bender war darüber hinaus für die Produktion zuständig. Inhaltlich beschreibt Tu was du willst den Blick nach vorne, nachdem man mit einer Liebesbeziehung abgeschlossen hat. Der Person ist es mittlerweile egal, was der Ex-Partner macht, er solle machen was er will, ohne das ihm jemand im Weg stehe. Es ist das einzige Lied, dass als Single aus der EP ausgekoppelt wurde. Die Single erschien am 2. Juni 2021 als Einzeltrack zum Download und Streaming. Angekündigt wurde die Auskopplung von Juno selbst am 30. Mai 2021 über ihren Instagram-Kanal. Dabei präsentierte sie auch erstmals das Coverbild. Verlegt wurde das Lied durch BMG Rights Management und Universal Music Publishing. Auf dem Frontcover der Single ist – neben der Titelangabe – Juno zu sehen. Es zeigt sie lediglich oberhalb der Brust, während sie einen karierten Blazer trägt und den Blick in Richtung des Betrachters gerichtet hat. Das Coverfoto entstand während des Covershootings zur EP und stammt ebenfalls von Jungslund. Die Single verfehlte den Einstieg in die Charts, konnte sich jedoch einen Tag in den iTunes-Tagesauswertungen platzieren und erreichte dabei Rang 73 am 2. Juni 2021.
Das dazugehörige Musikvideo wurde in Berlin gedreht und feierte am 6. Juni 2021 seine Premiere auf YouTube. Es zeigt den Tagesverlauf eines Mannes (gespielt von Matthias Roll), der durch diverse egoistische Verhaltensweisen aufmerksam wird. Die verschiedenen Opferrollen werden von Juno verkörpert. Das Video beginnt mit Roll, der seiner Partnerin zunächst die Bettdecke klaut, das Bad besetzt, sich das Essen der Partnerin schnappt und überhastet die Wohnung verlässt. Juno, seine Partnerin, stellt zwischenzeitlich einen „Happy-Anniversary-Kuchen“ kalt. Im weiteren Verlauf schnappt er einem kleinen Mädchen ein Teilchen weg, rasst durch einen Taubenschwarm am Potsdamer Platz, touchiert mit dem Fahrrad eine Passantin, drängt sich in einem Restaurant vor, bittet andere Restaurantbesucher still zu sein um telefonieren zu können, lässt seine Begleitung wegen des Telefonts sitzen, klemmt seinen Strafzettel an einen anderen Wagen und klaut einer anderen Autofahrerin den Parkplatz. Das Video endet mit Roll, der wieder zu Hause ist und von seiner Partnerin einen Kuss verlangt, doch Juno schlägt ihm nur den Kuchen ins Gesicht. Die Idee des Videos stammt von Juno selbst und ihrer Managerin Britta Ostermann. Regie führte, wie schon bei Obsolet oder auch Lass mich los, erneut der Wuppertaler Marvin Ströter.

## Mitwirkende
| Albumproduktion - Joschka Bender: Gitarre (Lied 3), Keyboard (Lied 3), Komponist (Lied 3), Liedtexter (Lied 3), Musikproduzent (Lied 3), Programmierung (Lied 3), Tonmeister (Lied 3) - Sonja Glass: Komponist (Lied 2), Liedtexter (Lied 2) - Madeline Juno: Gesang (Lieder: 1–3), Komponist (Lied 3), Liedtexter (Lied 3) - Horst Koerner: Tontechniker (Lied 3) - Marco Lesche: Musikproduzent (Lieder: 1–2) - Ludwig Maier: Mastering (Lied 3) - Ralf Christian Mayer: Abmischung (Lied 3) - Wieland Stahnecker: Komponist (Lied 3), Liedtexter (Lied 3) - Valeska Anna Steiner: Liedtexter (Lied 2) - Philipp Steinke: Komponist (Lied 2) - Hayley Nichole Williams: Komponist (Lied 1), Liedtexter (Lied 1) - Taylor Benjamin York: Komponist (Lied 1), Liedtexter (Lied 1) | Artwork - Danny Jungslund: Fotograf (Cover) Unternehmen - BMG Rights Management: Verlag (Lied 3) - But Father I Just Want to Sing Music: Verlag (Lied 1) - Embassy of Music: Musiklabel (Lieder: 1–3) - GKG Mastering: Mastering (Lied 3) - Hunterboro Music: Verlag (Lied 1) - Neue Welt Musikverlag: Verlag (Lied 1) - Tonpool: Vertrieb (Lieder: 1–3) - Universal Music Publishing: Verlag (Lied 3) - WC Music: Verlag (Lied 1) - Wintrup Musikverlage: Verlag (Lied 2) |

## Rezensionen
Die Redaktion vom deutschsprachigen Musikportal soundjungle.de beschrieb Tu was du willst also „typisch Maddie“, die ihre Schattenseiten noch nie verheimlicht habe, hierbei aber auch ihre „lässige, augenzwinkernde“ und „emanzipierte Seite“ zeige.